# Otis (Kansas)
Otis es una ciudad ubicada en el condado de Rush en el estado estadounidense de Kansas. En el año 2010 tenía una población de 282 habitantes y una densidad poblacional de 352,5 personas por km².

## Geografía
Otis se encuentra ubicada en las coordenadas 38°32′6″N 99°3′8″O / 38.53500, -99.05222 (38.534933, -99.052088).

## Demografía
Según la Oficina del Censo en 2000 los ingresos medios por hogar en la localidad eran de $27,109 y los ingresos medios por familia eran $35,625. Los hombres tenían unos ingresos medios de $26,875 frente a los $18,929 para las mujeres. La renta per cápita para la localidad era de $14,290. Alrededor del 6.5% de la población estaban por debajo del umbral de pobreza.